# What's Going On (bài hát)
"What's Going On" là bài hát được trình bày bởi ca sĩ Marvin Gaye trong album What's Going On và được phát hành vào năm 1971 bởi hãng đĩa Tamla Records. Renaldo "Obie" Benson, Al Cleveland và Gaye đã sáng tác ca khúc này khi chứng kiến những vụ bạo lực của cảnh sát. Bài hát này cũng đánh dấu bước ngoặt trong sự nghiệp của Gaye trước khi chia tay hãng đĩa Motown để hướng tới những chất liệu mang tính cá nhân hơn.
"What's Going On" giành vị trí quán quân bảng xếp hạng Hot R&B/Hip-Hop và á quân tại Billboard Hot 100 với hơn 10 triệu bản bày bán, trở thành ca khúc thành công thứ 2 trong sự nghiệp của Gaye tại hãng đĩa Motown. Bài hát cũng từng được xếp hạng thứ 4 trong danh sách "500 bài hát vĩ đại nhất" bởi tạp chí Rolling Stone.

## Bảng xếp hạng
| Bảng xếp hạng (1971)          | Vị trí cao nhất |
| ----------------------------- | --------------- |
| U.S. Billboard Hot 100        | 2               |
| U.S. Hot Selling Soul Singles | 1               |
| U.S. Cashbox Top 100          | 1               |

## Bản cover của Cyndi Lauper

### Bảng xếp hạng
| Bảng xếp hạng (1987)                             | Vị trí cao nhất |
| ------------------------------------------------ | --------------- |
| Australian ARIA Singles Chart                    | 52              |
| Dutch Singles Chart                              | 30              |
| German Singles Chart                             | 46              |
| New Zealand RIANZ Singles Chart                  | 30              |
| UK Singles Chart                                 | 57              |
| U.S. Billboard Hot 100                           | 12              |
| U.S. Billboard Hot Dance Music Maxi Single Sales | 7               |
| U.S. Billboard Hot Dance Club Play               | 17              |
| U.S. Billboard                                   | 6               |
| U.S.Cash Box Top 100 Singles                     | 15              |

### Danh sách track
1. "What's Going On" (Club Version) 6:20 (Marvin Gaye; Al Cleveland; Renaldo Benson)
2. "What's Going On" (Long Version) 6:22 (Marvin Gaye; Al Cleveland; Renaldo Benson)
3. "What's Going On" (Instrumental) 6:25 (Marvin Gaye; Al Cleveland; Renaldo Benson)
4. "One Track Mind" 3:39 (Cyndi Lauper; Jeff Bova; Jimmy Bralower; Lennie Petze)

### Phiên bản chính thức
1. Album version 4:39
2. Club version 6:30
3. Instrumental 6:25
4. Long version 6:22
5. Special version 3:51

## Bản hát lại của Artists Against AIDS Worldwide

### Artists Against AIDS Worldwide
- Christina Aguilera
- Britney Spears
- Backstreet Boys
- Mary J. Blige
- Bono (producer)
- Sean Combs
- Destiny's Child
- Jermaine Dupri (producer)
- Fred Durst of Limp Bizkit
- Eve
- Gwen Stefani
- Nelly Furtado
- Nona Gaye
- Darren Hayes
- Wyclef Jean
- Alicia Keys
- Aaron Lewis of Staind
- Jennifer Lopez
- Nas
- Ja Rule
- Nelly
- *NSYNC
- Michael Stipe of R.E.M.
- Usher
- Chris Martin (London Version)
- The Edge (London Version)
- Elijah Blue (Reality Check Mix)
- Perry Farrell (Reality Check Mix)
- Scott Weiland (Reality Check Mix)
- Wes Scantlin (Reality Check Mix)
- Monica (Dupri R&B Mix)
- Lil Kim (Dupri R&B Mix)
- Jagged Edge (Dupri R&B Mix)
- TLC (Dupri R&B MIx)
- Angie Martinez (Neptunes Mix)
- Da Brat (Neptunes Mix)
- Fabolous (Neptunes Mix)
- LL Cool J (Neptunes Mix)
- Mobb Deep (Neptunes Mix)
- Noreaga (Neptunes Mix)
- Queen Latifah (Neptunes Mix)
- Royce Da 5'9" (Neptunes Mix)
- Sonja Blade (Neptunes Mix)

### Danh sách track
US maxi
1. What's Going On (Dupri Original Mix) - 4:20
2. What's Going On (The London Version) - 3:57
3. What's Going On (Moby's Version) - 4:38
4. What's Going On (Fred Durst's Reality Check Mix) - 5:16
5. What's Going On (Mangini/Pop Rox Mix) - 5:50
6. What's Going On (Mick Guzauski's Pop Mix) - 4:09
7. What's Going On (Dupri R&B Mix) - 4:45
8. What's Going On (The Neptunes This One's For You Mix) - 5:00
9. What's Going On (Junior Vasquez's Club Mix) - 9:34
10. What's Going On (MK Mix) - 6:52
11. What's Going On (MK Kitchen-Aid Dub) - 6:27
12. What's Going On (Dupri Alternate Extended Mix) - 4:46

### Bảng xếp hạng
| Bảng xếp hạng (2001)      | Vị trí cao nhất |
| ------------------------- | --------------- |
| USA Billboard Hot 100     | 27[A]           |
| USA Hot R&B/Hip-Hop Songs | 76[B]           |

- [A] The Neptunes Mix
- [B] The Jermaine Dupri Mix